# Andrés Amaya
Andrés Flipe Amaya Rivers (Barrancabermeja, 24 aprile 2001) è un calciatore colombiano, centrocampista svincolato.

## Carriera
Cresciuto nelle giovanili dell'Atlético Huila, nel 2017 viene promosso in prima squadra.

## Statistiche

### Presenze e reti nei club
Statistiche aggiornate al 4 novembre 2024.
| Stagione              | Squadra               | Campionato            | Campionato | Campionato | Coppe nazionali | Coppe nazionali | Coppe nazionali | Coppe continentali | Coppe continentali | Coppe continentali | Altre coppe | Altre coppe | Altre coppe | Totale | Totale | Totale |
| Stagione              | Squadra               | Comp                  | Pres       | Reti       | Comp            | Pres            | Reti            | Comp               | Pres               | Reti               | Comp        | Pres        | Reti        | Pres   | Reti   |        |
| --------------------- | --------------------- | --------------------- | ---------- | ---------- | --------------- | --------------- | --------------- | ------------------ | ------------------ | ------------------ | ----------- | ----------- | ----------- | ------ | ------ | ------ |
| 2017                  | Atlético Huila        | A                     | 8          | 2          | CC              | 5               | 0               | -                  | -                  | -                  | -           | -           | -           | 13     | 2      |        |
| 2018                  | Atlético Huila        | A                     | 18+1       | 0          | CC              | 2               | 1               | -                  | -                  | -                  | -           | -           | -           | 21     | 1      |        |
| 2019                  | Atlético Huila        | A                     | 21         | 3          | CC              | 0               | 0               | -                  | -                  | -                  | -           | -           | -           | 21     | 3      |        |
| gen.-giu. 2021        | Internacional         | PD/RS+A               | 3+0        | 0          | CB              | 0               | 0               | CL                 | 0                  | 0                  | -           | -           | -           | 3      | 0      |        |
| lug.-dic. 2021        | Atlético Huila        | A                     | 17         | 0          | CC              | 0               | 0               | -                  | -                  | -                  | -           | -           | -           | 17     | 0      |        |
| 2022                  | Atlético Huila        | B                     | 35         | 10         | CC              | 3               | 0               | -                  | -                  | -                  | -           | -           | -           | 38     | 10     |        |
| Totale Atlético Huila | Totale Atlético Huila | Totale Atlético Huila | 99+1       | 15+0       |                 | 10              | 1               |                    | -                  | -                  |             | -           | -           | 110    | 16     |        |
| 2023                  | Belgrano              | PD                    | 1          | 0          | CA+CdL          | 2+0             | 0               | -                  | -                  | -                  | -           | -           | -           | 3      | 0      |        |
| 2024                  | Deportivo Pasto       | A                     | 17         | 0          | CC              | 1               | 0               | -                  | -                  | -                  | -           | -           | -           | 18     | 0      |        |
| Totale carriera       | Totale carriera       | Totale carriera       | 121        | 15         |                 | 13              | 1               |                    | 0                  | 0                  |             | -           | -           | 134    | 16     |        |